# Eugen Polanski
Eugen Polanski, polnisch Bogusław Eugeniusz  Polański (* 17. März 1986 in Sosnowiec, Woiwodschaft Schlesien), ist ein ehemaliger deutsch-polnischer Fußballspieler und heutiger -trainer. Der als Mittelfeldspieler eingesetzte Polanski, der sowohl die deutsche als auch die polnische Staatsbürgerschaft besitzt, hatte diverse deutsche Juniorennationalmannschaften durchlaufen, bevor er von 2011 bis 2014 für die polnische A-Nationalmannschaft spielte.
Er ist bei Borussia Mönchengladbach angestellt und seit Beginn der Saison 2022/23 dort Cheftrainer der U23-Mannschaft.

## Karriere

### Verein
Polanskis Eltern wanderten mit dem zweijährigen Eugen 1988 als Aussiedler nach Deutschland aus und ließen sich im niederrheinischen Viersen nieder. Dort begann er bei Concordia Viersen mit dem Fußballspielen und besuchte das Erasmus-von-Rotterdam-Gymnasium. 1994 wechselte er zu Borussia Mönchengladbach, für die er zehn Jahre lang in den Jugendteams spielte. Nebenbei besuchte Polanski die Höhere Berufsfachschule des Berufskollegs für Wirtschaft und Verwaltung in Mönchengladbach.
Ab der Saison 2004/05 gehörte er zum Profikader der Borussia. In seinem dritten Bundesliga-Spiel am 19. November 2005 beim 1:1 gegen Bayer 04 Leverkusen erzielte er sein erstes Tor. In der Rückrunde der Saison 2005/06 wurde er Stammspieler im defensiven Mittelfeld. 2006/07 kam er nur noch sporadisch zum Einsatz und Mönchengladbach stieg als Tabellenletzter in die Zweite Liga ab. Auch in der Saison 2007/08 hatte Polanski keinen Stammplatz und stand bei keinem seiner neun Einsätze 90 Minuten auf dem Platz. Sein Vertrag in Mönchengladbach endete am 30. Juni 2008.
Zur Saison 2008/09 wechselte Polanski nach 14 Jahren bei Borussia ablösefrei zum FC Getafe in die spanische Primera División. Er wurde als Nachfolger des zu Real Madrid gewechselten Spielmachers Rubén de la Red verpflichtet. In Getafe hatte er einen Stammplatz im defensiven Mittelfeld.
Für die Saison 2009/10 wurde Polanski vom Bundesligisten 1. FSV Mainz 05 zunächst ausgeliehen und im November 2010 dann, gemäß einer vereinbarten Kaufoption, bis 2014 fest unter Vertrag genommen. Sein erstes Bundesligaspiel für den Verein absolvierte er am 24. Oktober 2009 im Heimspiel gegen den SC Freiburg; er wurde in der 81. Minute für Miroslav Karhan eingewechselt. Sein erstes Bundesligator für Mainz 05 erzielte er am 13. Dezember 2009 im Heimspiel gegen den VfB Stuttgart. Er wurde in der 65. Minute für André Schürrle eingewechselt und verwandelte in der 90. Minute einen durch eine Tätlichkeit von Jens Lehmann an Aristide Bancé verursachten Strafstoß zum Endstand von 1:1.
Am 25. Januar 2013 wechselte Polanski zur TSG 1899 Hoffenheim. Sein Vertrag lief bis zum 30. Juni 2018 und wurde nicht verlängert. Anschließend beendete er trotz diverser Angebote seine aktive Karriere.

### Nationalmannschaft
Polanski spielte am 7. Oktober 2005 erstmals für die deutsche U-21-Nationalmannschaft, als er beim 4:0-Sieg gegen Wales in der 59. Minute für David Odonkor eingewechselt wurde. Er bestritt 19 Einsätze, in denen er einen Treffer erzielte. Polanski nahm an der U-21-EM 2006 sowie an den Qualifikationen zur U-21-EM 2007 und 2009 teil. Das Rückspiel der Entscheidungsspielrunde in der Qualifikation zur U-21-EM 2009 am 15. Oktober 2008 gegen die Auswahl Frankreichs (Deutschland gewann jenes Spiel mit 1:0) war das letzte Länderspiel von Polanski für Deutschlands U-21. Für den Kader zur U-21-EM wurde Polanski nicht nominiert.
Am 10. August 2011 debütierte Polanski in der polnischen Nationalmannschaft im Spiel gegen Georgien, das die Polen mit 1:0 gewannen. Bei der EM 2012 stand er in allen drei Gruppenspielen gegen Griechenland, Russland und Tschechien in der Anfangsformation. Die polnische Auswahl schied nach der Gruppenphase aus. Im Mai 2014 gab Polanski seinen Rücktritt aus der Nationalmannschaft bekannt.

### Trainerkarriere
Nach Ende seiner Laufbahn als Spieler unterschrieb Polanski im Januar 2019 einen Vertrag für die Rückrunde der Super-League-Saison 2018/19 beim Schweizer Erstligisten FC St. Gallen. Dort wurde er unter Cheftrainer Peter Zeidler als Praktikant zum Assistenztrainer ausgebildet, wurde jedoch vom Verein in der Folge nicht fest angestellt.
Im Sommer 2019 kehrte der Pole nach Deutschland zurück und fand eine Anstellung bei seinem alten Verein Borussia Mönchengladbach. Er war dort zunächst als „Talente-Trainer“ tätig und für die Integration junger Talente in die Profimannschaft verantwortlich. Er folgte in dieser Funktion auf den zu Borussia Dortmund gewechselten Otto Addo. Im Mai 2022 gaben die Mönchengladbacher bekannt, dass Polanski als Nachfolger von Heiko Vogel den Posten des Cheftrainers der U23-Mannschaft übernimmt.